# United Microelectronics Corporation
United Microelectronics Corporation (UMC) és una empresa taiwanesa amb seu a Hsinchu, Taiwan. Va ser fundada com la primera empresa de semiconductors de Taiwan l'any 1980 com a spin-off de l'Institut d'Investigació de Tecnologia Industrial (ITRI) patrocinat pel govern.
UMC és més coneguda pel seu negoci de fosa de semiconductors, la fabricació d'hòsties de circuits integrats per a empreses de semiconductors sense fables. En aquest paper, UMC se situa per darrere del competidor TSMC. Té quatre fàbriques de 300 mm de diàmetre de les oblies, una a Taiwan, una a Singapur, un a la Xina i un al Japó.
UMC cotitza a la Borsa de Valors de Taiwan com a 2303. UMC té 12 instal·lacions de fabricació a tot el món, que donen feina a aproximadament 19.500 persones.
UMC és un proveïdor important de la indústria de l'automoció.

## Processos
Desglossament dels ingressos per geometria
| Geometria        | 3Q21 | 3Q20 | 3Q19 | 3Q18 |
| ---------------- | ---- | ---- | ---- | ---- |
| 14 nm i per sota | 0%   | 0%   | 0%   | 5%   |
| 14 nm<x<=28nm    | 19%  | 14%  | 12%  | 13%  |
| 28nm<x<=40nm     | 18%  | 23%  | 26%  | 22%  |
| 40nm<x<=65nm     | 19%  | 19%  | 14%  | 12%  |
| 65nm<x<=90nm     | 8%   | 10%  | 12%  | 10%  |
| 90nm<x<=0,13um   | 12%  | 11%  | 11%  | 11%  |
| 0,13um<x<=0,18um | 13%  | 13%  | 13%  | 14%  |
| 0,18um<x<=0,35um | 8%   | 8%   | 9%   | 10%  |
| 0,5um i més      | 3%   | 2%   | 3%   | 3%   |

## Llista de fàbriques
| Fab                            | Node       | Ubicació        | Diàmetre de l'oblia | Oblies al mes           |
| ------------------------------ | ---------- | --------------- | ------------------- | ----------------------- |
| WKT                            | 450-350 nm | Hsinchu, Taiwan | 150 mm              | 31.000                  |
| Fab 8A                         | 500-250 nm | Hsinchu, Taiwan | 200 mm              | 67.000                  |
| Fab 8C                         | 350-110 nm | Hsinchu, Taiwan | 200 mm              | 37.000                  |
| Fab 8D                         | 130-90 nm  | Hsinchu, Taiwan | 200 mm              | 31.000                  |
| Fab 8E                         | 500-180 nm | Hsinchu, Taiwan | 200 mm              | 37.000                  |
| Fab 8F                         | 180-150 nm | Hsinchu, Taiwan | 200 mm              | 40.000                  |
| Fab 8S                         | 180-110 nm | Hsinchu, Taiwan | 200 mm              | 31.000                  |
| Fab 8N (He Jian)               | 500-110 nm | Suzhou, Xina    | 200 mm              | 76.000                  |
| Fab 12A                        | 130-14 nm  | Tainan, Taiwan  | 300 mm              | 87.000                  |
| Fab 12i                        | 130-40 nm  | Singapur        | 300 mm              | 53.000                  |
| Fab 12X (United Semiconductor) | 40-28 nm   | Xiamen, Xina    | 300 mm              | 19.000 -> 25,000 (2021) |
| Fab 12M (USJC, antiga Fujitsu) | 90-40 nm   | Mie, Japó       | 300 mm              | 33.000                  |